# Малиновка (Ишимский район)
Малиновка — деревня в Ишимском районе Тюменской области России. Входит в состав Плешковского сельского поселения.

## История
Основана в 1924 году. По данным на 1926 год посёлок Малиновский состоял из 57 хозяйств. В административном отношении входил в состав Шаблыкинского сельсовета Жиляковского района Ишимского округа Уральской области.

## Население
| 2010 |
| ---- |
| 22   |

По данным переписи 1926 года в посёлке проживало 292 человека (155 мужчин и 137 женщин), в том числе: русские составляли 70 % населения, белорусы — 22 %.
Согласно результатам переписи 2002 года, в национальной структуре населения русские составляли 76 % из 21 человек.